# لوس پولوورینس
لوس پولوورینس (به اسپانیایی: Los Polvorines) شهری در کشور آرژانتین، استان بوئنوس آیرس است که در سال ۲۰۰۹ میلادی، حدود ۵۳٬۳۵۴ نفر جمعیت داشته است.